# Первый Мармарош-Сигетский процесс
Первый Мармарош-Сигетский процесс — судебное дело, разбиравшееся в 1904 году в Мармарош-Сигете. Подсудимыми на процессе являлись несколько крестьян русинского села Иза, пожелавшие перейти в православие.

## Предыстория

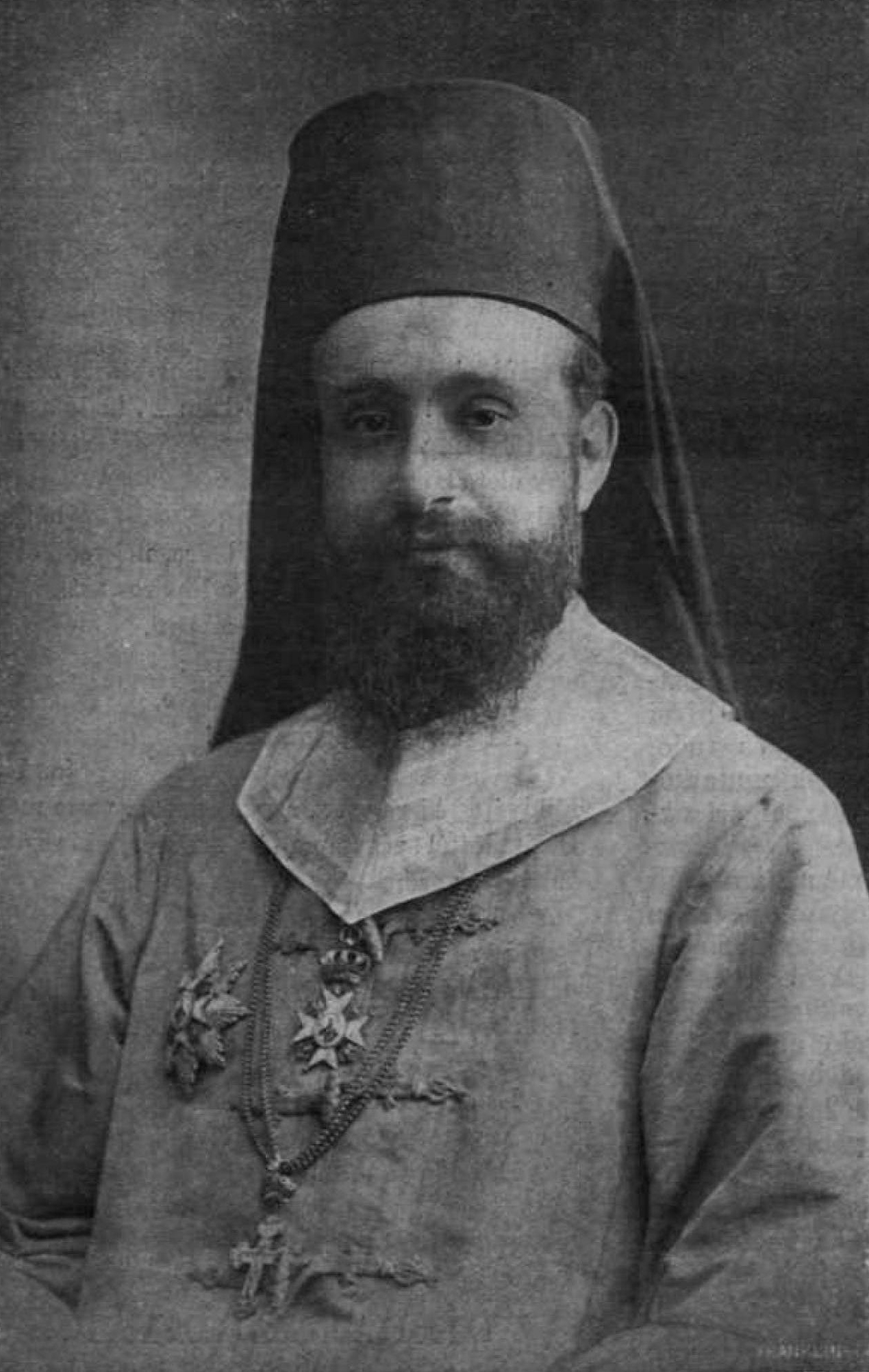
Будимский епископ Лукиан (Богданович) (1897—1908)

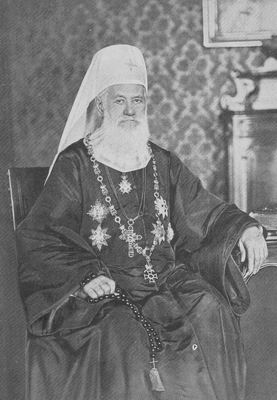
Сербский патриарх Георгий (Бранкович) (1890—1907)

В русинском селе Иза Мармарошской сто́лицы настоятелем униатского прихода с 1859 года являлся Иван Иванович Раковский, ревностный угрорусский патриот и глубоко верующий священник. Отец Иоанн был поборником восточного обряда, православной веры. Он стремился всячески просвещать своих прихожан, обладая большим количеством всяческой религиозной литературы, в том числе и на русском языке. Вскоре его приход стал считаться образцовым по всей епархии. В «Месяцеслове» за 1894 год появилась статья по поводу его кончины, в которой писалось: 

Как душепастырь и священник успокоившійся о. Иоанн Раковскій всегда ревностно удовлетворял должности своей. Его приход может служити образцем для всей епархіи. Люди точно обучены закону Божіему и молитвам, по большой части умеют читати и писати, пріучилися ко труду, не пьянствуют и умеют пользоваться всем, что служит им к душевной пользе. В храмах Божіих (В Изе две церкви) повсюду опрятно и чисто, все в строжайшем смысле устроено… Покойный о. Раковскій всегда лично присутствовал и при найменьшем Богослуженіи, неутомимо обучал верников своих, проповедывал им слово Божіе.
Соратники Раковского и его последователи отмечали, что его главная заслуга в том, что он через церковь воспитал целое поколение в православном, русском духе. Это обнаружилось после его смерти, когда крестьяне села, продолжая читать русскую литературу и интересуясь религиозными вопросами, изъявили желание перейти в православие. К 1902 году православными являлись 436 дворов из 500. Австрийские власти, формально декларирующие свободу вероисповедания, чрезвычайно отрицательно реагировали на попытки перехода русинов в православие. В 1902 году крестьяне обратились с просьбой о принятии в состав епархии к православному будимскому епископу Лукиану (Богдановичу), однако тот посоветовал обратиться к сербскому патриарху Георгию (Бранковичу). В 1903 году изяне написали письмо в Сремские Карловцы, резиденцию сербского патриарха, а затем послали туда делегацию с просьбой направить к ним православного священника. Патриарх дал согласие, избрав для этой цели священника по фамилии Петрович. Однако прошло означенное патриархом время, а священник так и не появлялся, вместо этого в дело вмешалось униатское духовенство. Ситуацией озаботился мукачевский епископ Юлий (Фирцак). Он направлял своего представителя в Изу который поехал туда в сопровождении Хустского окружного начальника Енива Томы, отправлял доклады о ситуации в селе в Министерство культов и народного образования. В Изу стали съезжаться униатские миссионеры и священнослужители, проводившие богослужения и миссионерскую работу. Когда Алексей и Роман Геровские посетили сербского патриарха, они узнали от него, что он был вызван в Будапешт главой венгерского правительства графом И. Тисой, который сообщил ему, что император Австро-Венгрии Франц-Иосиф не желает, чтобы православный священник был послан в Изу. Енив Тома тем временем убеждал губернатора Мармарошского комитата отнестись к этой проблеме как к угрозе национальной безопасности.
Когда на одном из воскресных богослужений в 1903 году селяне пропели Символ веры по-православному, исключив из 8-го члена слова «и Сына», это было воспринято как самовольный переход в православие, в село были направлены жандармы. Проводились обыски, изымались иконы и богослужебные книги, притеснение крестьян продолжалось несколько месяцев. В конце концов доведённые до отчаяния хамским поведением венгерских жандармов крестьяне начали возмущаться, открыто поносить мадьяр. Возглас «пора прийти русским и выгнать мадьяр» послужил поводом для возбуждения дела о государственной измене.

## Процесс
По этому делу было арестовано много крестьян, 22 человека привлечены к суду. Процесс был открыт Сигетским судом в 1904 году. По ходу дела обвинение в государственной измене было заменено на обвинение в «подстрекательстве против мадьярской народности».
Окончательное судебное заседание было проведено в феврале 1904 года. В итоге наиболее активные крестьяне: Аким Вакаров, Василий Лазарь и Василий Кемень были приговорены к 14 месяцам тюремного заключения и к уплате штрафа в 1000 крон. Вследствие оплаты штрафа и судебных издержек имущество арестованных было частично конфисковано и ушло с молотка.

## Последствия
Вскоре после освобождения Аким Вакаров был убит неизвестными, местные жители считали, что это дело рук мадьярских жандармов, постоянная команда которых была размещена в Изе. Несмотря на судебный процесс, разорение, нищету и прочие невзгоды, православные крестьяне Изы не собирались сдаваться и не теряли бодрость духа. Так как им не удавалось заполучить к себе в село православного священника, они совершали требы перед раскрытым Евангелием, а крестить детей отправляли в Буковину к румынскому священнику. По причине гонений многие верующие стали тайно собираться в лесах и горах, но это не только не заставило их отступиться от православия, но напротив, в православие стали переходить крестьяне из окрестных деревень.
В 1911 году, стараниями униатского благочинного из села Ясенье и Алексея Геровского в Угорской Руси появился православный священник — иеромонах Алексий (Кабалюк), выдающийся миссионер и подвижник, впоследствии причисленный к лику святых. События, последовавшие за появлением отца Алексия привели к массовому переходу крестьян Мармарошья в православие и к новому судебному процессу, получившему название Второй Мармарош-Сигетский процесс.